# Sturmpistole

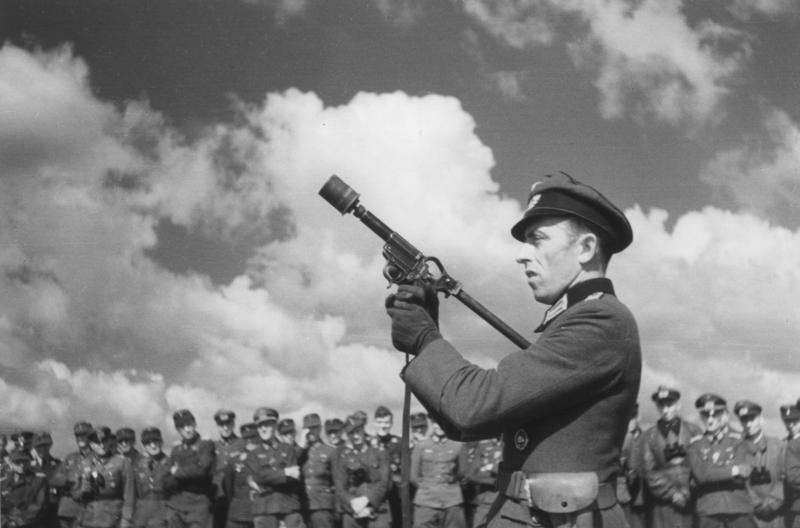
Una Sturmpistole en les seves versions finals.

La Sturmpistole (Pistola d'assalt) era un intent de l'Alemanya Nazi de fer una arma antitancs que pogués ser utilitzada per la infanteria, el qual va ser dut a terme durant la Segona Guerra Mundial.
L'arma consistia en un llança bengales modificat per a poder llançar una gran varietat de granades. Les més utilitzades eren les antitancs de càrrega buida, les quals podien arribar a penetrar fins a 80 mm de blindatge.
L'arma va demostrar ser bastant infectiva contra les tanquetes lleugeres, i per aquesta raó va parar de ser produïda i va ser substituïda per altres armes antitancs més eficaces. La idea va ser molt útil, ja que es van començar a dissenyar granades de fusell i granades antitancs més eficaces.